# Mesosa fruhstorferi
Mesosa fruhstorferi là một loài bọ cánh cứng trong họ Cerambycidae.